# 莊青翟
莊青翟（前164年—前115年），西漢大臣。

## 生平
武强侯莊不識之孙，汉文帝时以父蔭袭爵武强侯。汉武帝时曾任御史大夫、太子少傅。元狩六年夏四月，被任命为丞相。元鼎二年冬，有人盗挖文帝皇陵的下葬钱，青翟与御史大夫張湯约好一起向武帝请罪。在皇帝面前，莊青翟自請處份，张汤却一言不發。武帝下令張湯審理此案，莊青翟驚恐憂慮。長史朱買臣、王朝、邊通與張湯有仇隙，跟宰相莊青翟密商，派人逮捕商人田信等，並散布謠言說張湯都知情。张汤不服，汉武帝于是派赵禹审讯。赵禹告訴張湯要有分寸，不久張湯自杀，並留下遺書說是丞相府的三位長史陷害他。武帝知道後，下令處死朱買臣、王朝與邊通，並將青翟投入監獄，十二月二十五日，青翟於狱中自杀。

## 註解
1. ↑  《史记》作“庄不职”
2. ↑  资治通鉴：夏，四月，乙卯，以太子少傅武强侯庄青翟为丞相。
3. ↑  《汉书》卷六：十二月，丞相青翟下獄死。

| 前任： 赵绾 | 西汉御史大夫 前137年—前135年 | 繼任： 韩安国 |
| 前任： 李蔡 | 西汉丞相 前118年—前115年     | 繼任： 赵周   |